# Andrej Skulj
Andrej Škulj, slovenski šolnik, sadjar in vrtnar, * 24. februar 1880, Kaplanovo, † 23. november 1956, Ljubljana. 
Končal je ljudsko šolo v rojstnem kraju in učiteljišče v Ljubljani. Po maturi leta 1902 je do upokojitve 1938 delal v šolstvu. Kmalu po nastopu učiteljske službe se je usmeril v sadjarsko in vrtnarsko stroko. Strokovno se je izpopolnjeval na pedagoških, sadjarskih in vinogradniških tečajih na Grmu (Novo mesto), v Ljubljani in Mariboru. Prizadeval si je za ustanavljanje kmetijsko-gospodarskih nadaljevalnih šol in prvo tako ustanovil 1912 v Tržišču na Dolenjskem. Več desetletij je deloval v Sadjarskem in vrtnarskem društvu za Slovenijo, bil med leti 1921–1948 tajnik društva ter v društvenem glasilu objavljal prispevke. V letih 1926−1931 je bil predsednik Udruženja jugoslovenskega učiteljstva, poverjeništvo Ljubljana, in 1931–1934 tudi urednik Učiteljskega tovariša. Bil je soustanovitelj založbe Mladinska matica, kjer je med drugim izdal Sadjarčke (1928) in Vrtnarčice (1931).